# Ptychomnion ptychocarpon
Ptychomnion ptychocarpon är en bladmossart som beskrevs av Mitten 1869. Ptychomnion ptychocarpon ingår i släktet Ptychomnion och familjen Ptychomniaceae. Inga underarter finns listade i Catalogue of Life.